# Skała Szymanowskiego

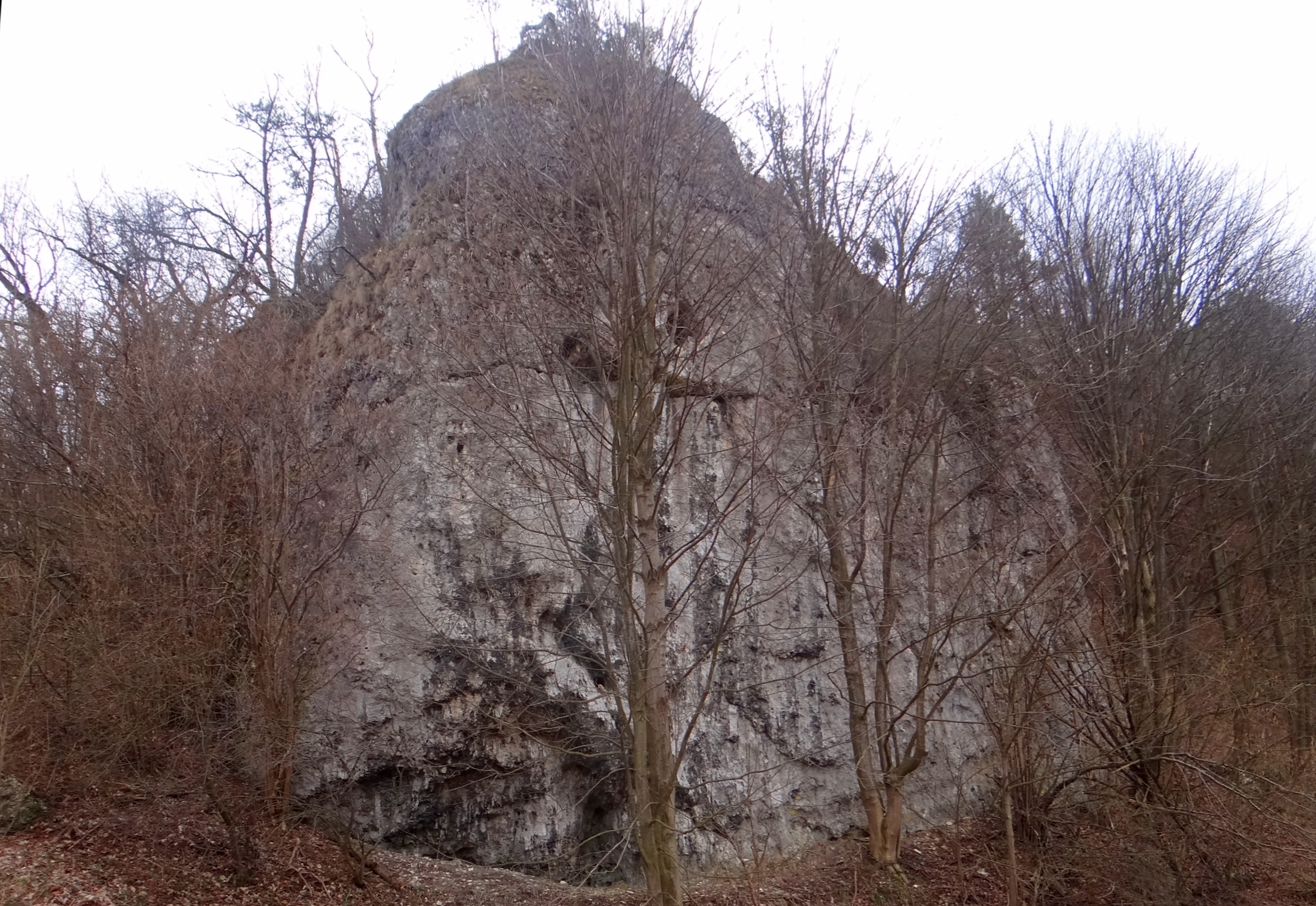

Skała Szymanowskiego – skała na Wyżynie Olkuskiej (część Wyżyny Krakowsko-Częstochowskiej), w miejscowości Sułoszowa w województwie małopolskim, w powiecie krakowskim, w gminie Sułoszowa. Skała znajduje się u podnóża orograficznie prawego zbocza Dolinki za Piekarnią. Jej północno-zachodnia, pionowa ściana opada na łąkę na dnie dolinki, pozostałe ściany znajdują się w lesie na stromym zboczu Dolinki za Piekarnią.
Skała Szymanowskiego znajduje się w niewielkiej odległości na północny wschód od Dziurawej Skały. Jest to zbudowana z wapieni skała o wysokości ok. 14 m. Ma pionową ścianę, która jednak nie zainteresowała wspinaczy skalnych i nie wymienia jej P. Haciski w swoim przewodniku wspinaczkowym.